# Elizabeth Fennema
Elizabeth Fennema, née Elizabeth Hammer le 8 avril 1928 à Winfield, dans le Kansas, et morte le 20 décembre 2021, est une universitaire et éducatrice américaine spécialisée dans le domaine de l'enseignement des mathématiques. Elle s'est particulièrement intéressée aux apprentissages mathématiques des filles.

## Biographie
Elizabeth Hammer commence ses études universitaires dans un collège méthodiste pendant deux ans, puis elle s'inscrit en 1948 à l'université d'État du Kansas où elle obtient une licence de psychologie en 1950. Elle s'est mariée avec Owen Fennema en 1948. Elle poursuit ses études à l'université du Wisconsin à Madison où le couple s'installe, et elle obtient un master en sciences de l'éducation en 1952. Pendant la guerre de Corée, son mari est mobilisé et la famille séjourne au Texas. Lorsqu'ils reviennent à Madison où son époux finit son doctorat, Elizabeth Fennema se trouve confrontée aux règles qui empêchent un couple marié d'enseigner dans la même université.
Sa situation évolue favorablement en 1962, lorsque Kathryn Clarenbach, fondatrice de la National Organization for Women (NOW) envoie un questionnaire aux épouses sans travail ou sous-employées des professeurs d'université en leur demandant si elles souhaitaient reprendre une activité professionnelle ou évoluer professionnellement et quelles étaient leurs attentes professionnelles. Dans le cadre de ce projet, Elizabeth Fennema est sollicitée pour être superviseuse d'élèves-enseignants. À ce poste, elle travaille pour Vere DeVault, professeur à l'université de Madison, qui l'encourage à reprendre des études pour préparer un doctorat en éducation et qui dirige son travail de thèse. Elizabeth Fennema axe ses recherches sur les programmes et l'enseignement des mathématiques et soutient sa thèse, intitulée A Study of the Relative Effectiveness of a Meaningful Concrete and a Meaningful Symbolic Model in Learning a Selected Mathematical Principle en 1969. Dans ces années-là, les mathématiques modernes sont en plein essor, et mettent l'accent sur la façon d'enseigner cette discipline.
Après sa soutenance de thèse, elle est d'abord recrutée par l'université comme enseignante vacataire à mi-temps, puis sur un poste permanent à temps partiel en 1970. Elizabeth Fennema prend sa retraite académique de l'université du Wisconsin en 1996.

## Activités de recherche et éditoriales
Elizabeth Fennema et une professeure du département de psychologie de l'université, Julia Ann Sherman, demandent à la National Science Foundation (NSF) une allocation de recherche pour examiner les facteurs associés au genre dans l'enseignement des mathématiques. Dans le cadre de ce programme, les deux chercheuses étudient les interactions et le mode de participation des filles et des jeunes filles durant les cours de mathématiques, et mettent au point un questionnaire, connu sous le nom d'« échelles Sherman-Fennema », qui permet de recueillir des données sur les attitudes des filles durant les cours de mathématiques. Elizabeth Fennema et Julia A. Sherman publient les conclusions de leurs recherches dans deux articles, « Sex-Related Differences in Mathematics Achievement, Spatial Visualization and Affective Factors » et « The Study of Mathematics by High School Girls and Boys: Related Variables ». Ces recherches permettent à des enseignants de mathématiques de réaliser l'impact de leurs attitudes et de leurs attentes sur leurs élèves filles.

## Hommages et distinctions
Elizabeth Fennema reçoit le premier prix annuel pour une contribution exceptionnelle à la recherche sur les femmes et l'éducation décerné par l'American Educational Research Association (Special Interest Group for Research on Women in Education) en 1985 et le prix Dora Helen Skypek de l'Association for Women and Mathematics Education en 1986.
Elle reçoit un doctorat honoris causa du Mount Mary College (Milwaukee) en 1994.

## Publications

### Ouvrages
- Mathematics and Gender, avec Gilah Leder, New York, Teachers College, Columbia University, 1990, 214 p.  (ISBN 0-8077-3002-5).
- Women and mathematics : research perspectives for change, avec Lynn H. Fox & Julia A. Sherman, Washington, U.S. Dept. of Health, Education and Welfare, coll. « NIE papers in education and work », no 8, 1977, 206 p. (OCLC 3493701).
- (co-dir.) Mathematics Classrooms That Promote Understanding, avec Thomas A. Romberg, Routledge, coll. « Studies in Mathematical Thinking and Learning Series », 1999  (ISBN 0805830278).

### Articles
- (en) Julia A. Sherman et Elizabeth Fennema, « The Study of Mathematics by High School Girls and Boys: Related Variables », American Educational Research Journal, vol. 14, no 2,‎ printemps 1977, p. 159-168 (lire en ligne, consulté le 21 mars 2020).
- Julia A. Sherman et Elizabeth Fennema, « Sex-Related Differences in Mathematics Achievement, Spatial Visualization and Affective Factors », American Educational Research Journal, vol. 14, no 1,‎ hiver 1977, p. 51-71 (lire en ligne, consulté le 21 mars 2020).
- (en) Janet S. Hyde, Elizabeth Fennema et Susan J. Lamon, « Gender differences in mathematics performance: A meta-analysis. », Psychological Bulletin, vol. 107,‎ 1er mars 1990, p. 139–155 (ISSN 1939-1455 et 0033-2909, DOI 10.1037/0033-2909.107.2.139, lire en ligne, consulté le 18 mai 2016).